# Colette Cassignol
Pour les articles homonymes, voir Cassignol.
Colette Cassignol, née Colette Rothschild le 17 février 1916 à Lyon et morte le 3 janvier 2008 à Paris est une résistante et enseignante française.

## Biographie
Issue d'une famille juive alsacienne non apparentée à la famille de banquiers homonyme, Colette Rothschild grandit à Tarbes où son père est professeur d'histoire-géographie. Diplômée du baccalauréat et nommée au concours général de mathématiques en 1933, elle n'obtient pas une bourse au lycée Louis-le-Grand de Paris qui lui était promise car, étant une femme, elle ne pouvait passer le concours de l'École polytechnique. C'est ainsi au lycée Fermat de Toulouse qu'elle prépare le concours de l'École normale supérieure, qu'elle devient en 1936 l'une des 42 étudiantes à réussir avant son interdiction aux femmes après la session 1939. À l'ENS, elle participe à diverses activités politiques.
Reçue à l'agrégation de mathématiques « masculine » en 1939, elle n'obtient pas l'autorisation de réaliser une quatrième année d'étude à l'ENS et est envoyée enseigner à l'École navale du lycée de Bordeaux. Privée d'enseignement dès la rentrée 1940 par les lois de Vichy, elle obtient de réaliser sa quatrième année d'ENS après l'intervention du directeur scientifique Georges Bruhat, mais étudie peu, préférant participer à la Résistance. Rapidement, elle entre en clandestinité dans la région de Clermont-Ferrand sous le nom de « Madeleine Verdoux ». En 1945, elle participe à un comité d'épuration où elle interroge notamment Sacha Guitry.
Peu après, Georges Darmois l'envoie à Londres étudier les mathématiques, puis obtient qu'elle soit détachée dans son laboratoire de statistiques à l'institut Henri-Poincaré comme attachée de recherche. Durant les dix années suivantes, parallèlement à ses activités de recherche, elle milite au Parti communiste français, épouse en 1950 le physicien Charles Cassignol dont elle prend le nom, et accouche de deux filles en 1952 et 1954.
En 1957, son détachement au CNRS arrivant à échéance, elle est nommée en classe préparatoire au lycée Fénélon, plus prestigieux des lycées féminins parisiens. Elle y enseigne jusqu'à sa retraite en 1977, après quoi elle se sépare de son mari et vit jusqu'à sa mort en 2008 entre Paris et Marsac où ses parents avaient acheté une maison.